# Selected Ambient Works 85–92
Selected Ambient Works 85–92 debitantski je studijski album britanskog elektroničkog glazbenika Richarda D. Jamesa, poznatijeg pod pseudonimom Aphex Twin. Album je 12. veljače 1992. godine objavila diskografska kuća Apollo Records, ogranak istaknutijeg izdavača R&S Records. Ovo je Jamesov treći službeno objavljeni glazbeni uradak. Analogna remasterirana inačica albuma bila je objavljena 2006., dok je digitalna remasterirana inačica bila objavljena 2008. godine.
Mnogi su glazbeni kritičari izjavili kako je Selected Ambient Works 85–92 jedan od najboljih ambijentalnih, elektroničkih i IDM albuma. Nakon svoje objave utjecao je na mnoge elektroničke glazbenike te je dvije godine nakon njega bio objavljen album Selected Ambient Works Volume II. Album se 27. rujna 2014. popeo na 30. mjesto britanske ljestvice dance albuma jer je u to vrijeme bio objavljen Jamesov šesti album Syro.

## Pozadina
James se rodio u Limericku, Irskoj te je odrastao u Lanneru, Cornwallu s dvije starije sestre, tamo provodeći "vrlo sretno" djetinjstvo tijekom kojeg su "uglavnom smjeli raditi ono što su htjeli". Uživao je u tamošnjem životu, osjećajući se odijeljenim od obližnjih gradova i ostatka svijeta. James je bio učenik škole Redruth u Redruthu, Cornwallu te je izjavio kako je kao jedanaestogodišnjak osvojio 50 funti na natjecanju izrađivanja programa koji bi proizvodio zvuk na Sinclairu ZX 81 (stroju bez hardvera za zvuk). Naknadno je počeo skladati glazbu koristeći se ZX Spectrumom i uređajem s glazbenim uzorcima.
Kao tinejdžer James je stekao kultni status kao disk-džokej u Shire Horse Innu u St Ivesu, s Tomom Middletonom u Bowgie Innu u Crantocku te na plažama u okolici Cornwalla, gdje se upoznavao s novim glazbenim tehnikama. Studirao je na Cornwallskom fakultetu od 1988. do 1990. kako bi dobio nacionalnu diplomu u strojarstvu. Izjavio je da su, u pogledu njegovih studija, "glazba i elektronika išle ruka pod ruku". James je završio fakultet; prema riječima njegovog predavača, James je često nosio slušalice tijekom praktičkih vježbi, "bez sumnje razmišljajući o miksevima na kojima će kasnije raditi".
Jamesovo prvo glazbeno izdanje pod pseudonimom Aphex Twin, kasnije promijenjenom u AFX, bio je EP Analogue Bubblebath iz 1991. godine koji je objavio Mighty Force Records. Te su iste godine James i Grant Wilson-Claridge osnovali Rephlex Records kako bi promicali "inovaciju dinamike acida – obožavanog i neshvaćenog žanra house glazbe koji su neki zaboravili, dok je drugima tek nov, pogotovo u Britaniji". Skladao je "Digeridoo" kako bi "rasturio publiku do temelja nakon rave tuluma". Od 1991. do 1993. James je objavio dva Analogue Bubblebath EP-a pod pseudonimom AFX te EP Bradley's Beat kao Bradley Strider. Iako se preselio u London kako bi upisao elektronički tečaj na Kingston Polytechnicu, priznao je Davidu Toopu da je prestao pohađati tečaj jer je želio nastaviti svoju karijeru u žanru techna. Iako je navodno svojih prvih nekoliko godina tamo živio pored kružnog toka na Elephant and Castleu u South Londonu, zapravo je stanovao u obližnjoj nenastanjenoj banci. Iako je nastupao u klubovima i stekao omanju grupu obožavatelja u podzemlju, James je na koncu objavio SAW 85–92 koji je uglavnom bio snimljen prije nego što je počeo raditi kao DJ te se sastojao od instrumentalnih pjesama koje su se uglavnom bazirale na ritmu.

## Snimanje i produkcija
Prema riječima glazbenika Benjamina Middletona James je počeo skladati glazbu kao dvanaestogodišnjak. James je komentirao kako je počeo skladati ambijentalnu techno glazbu naknadne godine. U intervjuu s časopisom Q Magazine 2014. godine James je izjavio kako je ambijentalna skladba 'i' proizašla upravo iz tih ranijih snimki.

## Struktura
Iako je Selected Ambient Works uglavnom instrumentalno djelo, mnoge skladbe sadrže glazbene uzorke. "Xtal" sadrži ponavljajući ženski vokalni uzorak zajedno s izmjenjujućim ambijentalnim zvukovima, dok se "Tha" sastoji od isječaka nekolicine ljudi kako pričaju. "We Are the Music Makers" sadrži recitirani stih "We are the music makers, and we are the dreamers of dreams" ("Mi smo stvaratelji glazbe i mi smo sanjari snova") preuzet iz pjesme Arthura O'Shaughnessyja pod nazivom Ode koji je recitirao Gene Wilder; navedena se recitacija izvorno pojavila u filmu Willy Wonka i tvornica čokolade iz 1971. godine. "Green Calx" sadrži uzorke iz RoboCop: zvukove iskačučih dinosaurovih očiju tijekom televizijske reklame za 6000 SUX, ED-209 robota koji pokušava sići niz stube bez uspjeha te RoboCopa koji pretražuje lica kriminalaca na računalu koji sadrži policijske arhive. "Green Calx" također sadrži i jedva zamjetljiv uzorak vokala iz pjesme "Fodderstompf" grupe Public Image Ltd, kao i iskrivljeni uvod filma Stvor redatelja Johna Carpentera.

## Popis pjesama
Tekstovi i glazba: Richard D. James. 
| 1.    | »Xtal«                    | 4:54 |
| 2.    | »Tha«                     | 9:06 |
| 3.    | »Pulsewidth«              | 3:46 |
| 4.    | »Ageispolis«              | 5:23 |
| 5.    | »i«                       | 1:17 |
| 6.    | »Green Calx«              | 6:05 |
| 7.    | »Heliosphan«              | 4:51 |
| 8.    | »We Are the Music Makers« | 7:43 |
| 9.    | »Schottkey 7th Path«      | 5:08 |
| 10.   | »Ptolemy«                 | 7:10 |
| 11.   | »Hedphelym«               | 6:00 |
| 12.   | »Delphium«                | 5:26 |
| 13.   | »Actium«                  | 7:32 |
| 74:22 |                           |      |

## Recenzije i nasljeđe
Selected Ambient Works 85–92 je 12. veljače 1992. godine objavio Apollo Records, ogranak belgijske diskografske kuće R&S Records. James je napustio R&S Records nakon objave SAW 85–92-a kako bi se usredotočio na Rephlex Records.
Selected Ambient Works bio je kritički hvaljen zbog svoje ritmičke, jednostavne i atmosferične prirode te su mnogi recenzenti pretpostavili da je James razvio svoj stil prema radovima Briana Ena, kojeg elektronički glazbenik nije slušao dok nije počeo stvarati svoje rane snimke. John Bush, glazbeni kritičar sa stranice AllMusic, komentirao je kako su Ambient Worksom raštrkane jezive sintesajzerske dionice i sitnim udaraljkama te ga je opisao "prekretnicom u ambijentalnoj glazbi". Primijetio je kako je album loše zvukovne kvalitete jer je izvorno bio snimljen na kazetu koju je oštetila mačka. Kada je album ponovno objavio izdavač PIAS America 2002. godine, David M. Pecoraro sa stranice Pitchfork Media usporedio je sintesajzerske tonove s pokretima profesionalnog plesača te je komentirao kako album čini "jedna od najzanimljivijih [vrsta] glazbe ikad stvorene pomoću tipkovnice i računala" unatoč svojim "primitivnim korijenima". Rolling Stoneov Pat Blashill komentirao je da album spaja minimalnu količinu bubnjeva i basa s obilnim zvukovljem. Eric Weisbard i Craig Marks, autori Spin Alternative Record Guidea, dodijelili su albumu 9 od 10 bodova te opisali Jamesa "bukom radi buke".
Naširoko smatran jednim od prvotnih radova rane IDM i moderne elektroničke glazbe, retrospektivne recenzije napominju utjecaj albuma na elektroničke glazbenike. Warp Records je opisao album kao "mjesto rođenja i presedan moderne elektroničke glazbe" te je izjavio da bi "svaki dom trebao imati primjerak." Godine 2003., album se našao na 92. mjestu ankete "NME-ovih 100 najboljih albuma". Devet godina kasnije, časopis FACT Magazine nazvao ga je najboljim albumom 1990-ih. Album se također pojavio i u knjizi 1001 album koji morate čuti prije nego umrete.
Remasteriranu inačicu SAW 85–92-a objavio je Apollo/R&S Records 8. travnja 2008. Remasterirana vinilna inačica albuma bila je objavljena 2006. godine.

## Zasluge
| Aphex Twin - Richard D. James – glazba, produkcija, elektronika, glazbeni uzorci | Ostalo osoblje - Tsutomu Noda – tekst u knjižici albuma |